# Will Ramos

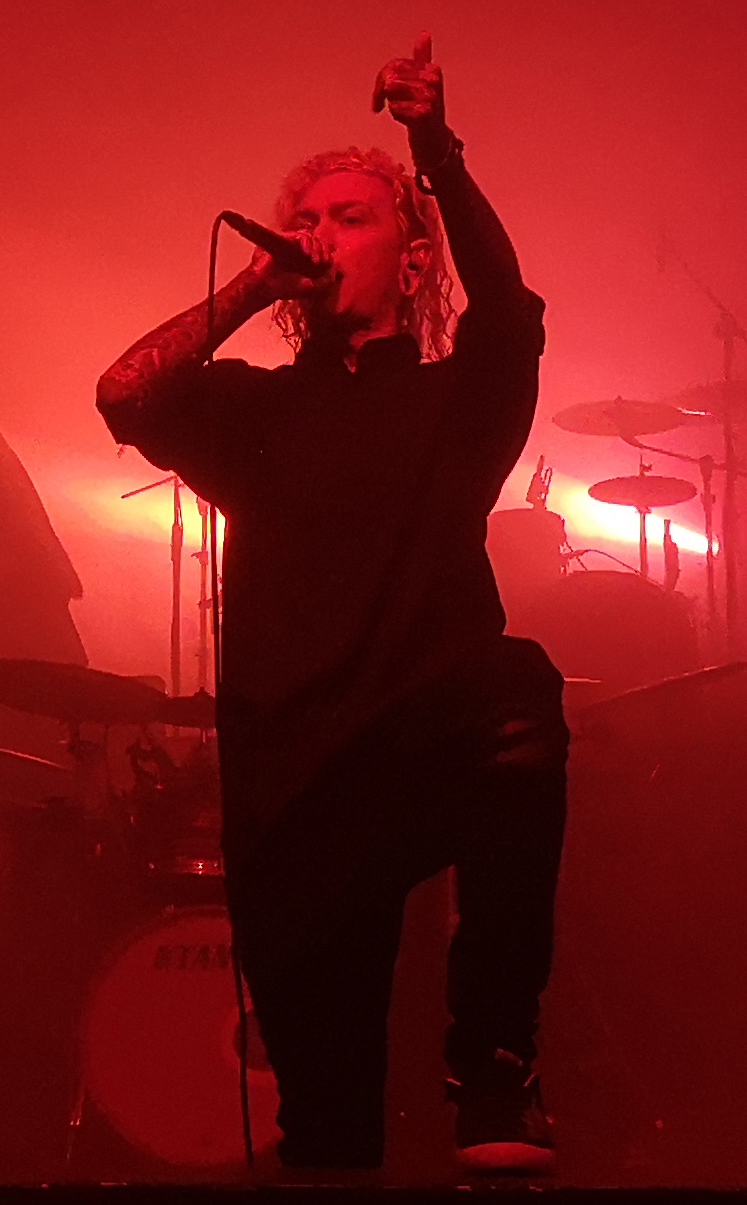
Will Ramos (2022)

William „Will“ Ramos (* 31. Mai 1994 in Westwood, New Jersey) ist ein US-amerikanischer Metal-Sänger puerto-ricanischer Herkunft. Er ist seit 2021 Frontmann und Sänger der Deathcore-Band Lorna Shore.

## Leben und Karriere
Will Ramos wuchs als Sohn eines puerto-ricanischen Ehepaares in New Jersey auf. Er hat drei deutlich ältere Halbschwestern. In der Grundschule versuchte er sich an Violine und Cello, später am Saxophon und an der Gitarre. Nachdem ihn Freunde mit Bullet for My Valentine, Lamb of God und Whitechapel vertraut gemacht hatten, begann er als Jugendlicher unter der Dusche zu singen und zu screamen. 2015 startete er seine Karriere als Sänger der Metalcore-Band Secrets Don’t Sleep. Danach gehörte er den Gruppen A Wake in Providence, False Images und Monument of a Memory an, blieb dabei aber vom Mainstream unbemerkt.
Nachdem Ramos CJ McCreery als Sänger von Lorna Shore nachgefolgt war, veröffentlichte die Band im Juni 2021 ein Musikvideo zu ihrem Titel To the Hellfire. Mit seinem vielseitigen gutturalen Gesang machte der 27-Jährige erstmals ein Millionenpublikum auf sich aufmerksam und bescherte der Gruppe einen viralen Erfolg. Noch vor Veröffentlichung der EP …And I Return to Nothingness verbreitete sich To the Hellfire tausendfach auf TikTok, generierte zahlreiche Reaktionsvideos und erreichte die Top 10 der Spotify-Viral-Charts. Auf Initiative der YouTuberin Elizabeth Zharoff unterzog sich Ramos im Februar 2022 am Utah Center of Vocology einer transnasalen Laryngoskopie. Die Stimmforscher Amanda Stark und Ingo Titze beobachteten dabei die Bewegung bzw. Vibration seiner Glottis unter gesanglicher Belastung und zeigten sich von den Resultaten beeindruckt. Das Vorurteil, wonach seine extreme Art des Singens dem Kehlkopf schadet, konnte nicht bestätigt werden.
Das erste Studioalbum mit Lorna Shore erschien am 14. Oktober 2022 bei Century Media und trägt den Namen Pain Remains.

## Stil
Will Ramos nutzt verschiedene gutturale Gesangstechniken, die in den  Extreme-Metal-Subgenres wie Deathcore weitverbreitet sind. Zu seinem Repertoire gehören unter anderem Pig Squeals (Schweinequieken), die wahlweise als Strohbass (fry screams) oder mit den Taschenbändern erzeugt werden. In den Medien wurde der Gesang des Asthmatikers, insbesondere die virale Stelle nach dem finalen Breakdown in To the Hellfire, als „teuflisch“ oder „dämonisch“ beschrieben. Jene Schreie, die etwa den Refrain von …And I Return to Nothingness prägen, bezeichnet er selbst als „goblin screams“. Als wichtige Inspirationen für seinen Gesang nennt er Eddie Hermida von All Shall Perish und Dickie Allen von Infant Annihilator.

## Diskografie
Lorna Shore
- 2021: …And I Return to Nothingness (EP)
- 2022: Pain Remains

Sonstige
- 2017: A Darkened Gospel (mit A Wake in Providence)
- 2017: The Void (mit Deathsinger)
- 2017: History of a Drowning Boy (mit Cranely Gardens)
- 2018: The Extermination Process (mit Gravewalker)
- 2018: Ocean of Illusions (mit Ocean of Illusions)
- 2018: Repeat (mit The Fallen Prodigy)
- 2021: 400 (mit Beyond Deviation)
- 2022: Victorious When the Devil Failed (mit Monument of a Memory)
- 2023: Tragedy (mit nothing, nowhere.)